# Goście (film 2004)
Goście (hebr. ‏האושפיזין‎) – izraelski dramat filmowy z 2004 roku w reżyserii Giddiego Dara, z Shulim Randem i Michal Bat-Shevą Rand w rolach głównych, którego akcja rozgrywa się w środowisku ortodoksyjnych Żydów w Jerozolimie podczas świąt Sukkot.

## Premiera
Obraz miał swoją premierę 11 lipca 2004 roku podczas Jerozolimskiego Festiwalu Filmowego. Do sal kinowych w szerokiej dystrybucji w Izraelu trafił w sierpniu 2004 roku. W Polsce zaprezentowano go podczas 20. Warszawskiego Międzynarodowego Festiwalu Filmowego 7 października 2005 roku.

## Opis fabuły
Akcja filmu rozgrywa się w czasach współczesnych w Jerozolimie. Bezdzietne małżeństwo wiedzie swój nędzny żywot. Z okazji świąt Sukkot zdarzają się w ich życiu jeden cud za drugim. Najpierw otrzymują kuczkę, by móc w niej spędzić świąteczny czas. Następnie mężczyzna zostaje beneficjentem lokalnej zbiórki pieniężnej na cele charytatywne. Jakby tego było mało, tradycji staje się zadość, gdy mogą pod swój dach przyjąć dwóch tajemniczych gości, którzy akurat nie mieli gdzie się podziać.

## Obsada
W filmie wystąpili m.in.:
- Shuli Rand jako Moshe Bellanga
- Michal Bat-Sheva Rand jako Malli Bellanga
- Shaul Mizrahi jako Eliyahu Scorpio
- Ilan Ganani jako Yossef
- Avraham Abutboul jako Ben Baruch
- Yonathan Danino jako Gabai

## Nagrody
Za rolę w filmie izraelską nagrodę Ofira dla najlepszego aktora otrzymał Shuli Rand. Do nagrody dla najlepszego aktora drugoplanowego nominowano Shaula Mizrahiego, zaś do nagrody dla najlepszego scenariusza Shuliego Randa. Podczas Warszawskiego Festiwalu Filmowego w Sekcji Odkrycia nominowano Giddiego Dara.